# Светске музичке награде
Светске музичке награде (енгл. World Music Awards) је међународна додела награда покренута 1989. године под патронатом Алберта II од Монака и суоснивача/извршног продуцента Џона Мартинотија. Одвија се у Монте Карлу. Последња додела је одржана 2014. године.
Додељују се најпродаванијим светским извошачима у бројним категоријама, као и и најпродаванијим извођачима са сваке веће територије. Најнаграђиванији извођач је Мараја Кери, са укупно деветнаест освојених награда.